# Bronzestatue des hl. Petrus
Die Bronzestatue des hl. Petrus ist eine etwa um 1300 von Arnolfo di Cambio geschaffene Statue aus Bronze, die den sitzenden Simon Petrus zeigt. Sie gehört seit Jahrhunderten zu den meistbesuchten und bekanntesten  Kunstwerken im Petersdom in Rom.

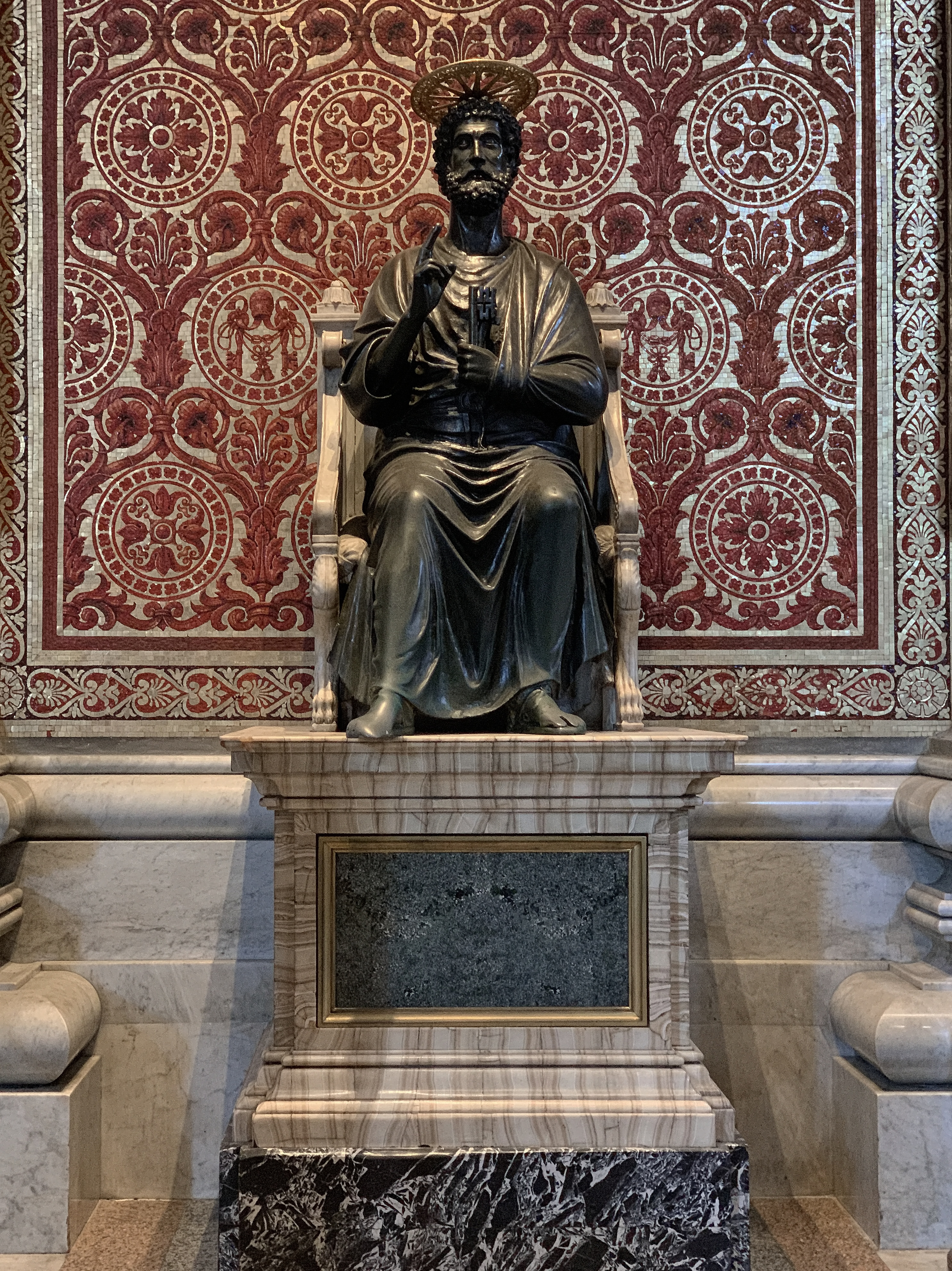
Die Bronzestatue des Hl. Petrus im Petersdom

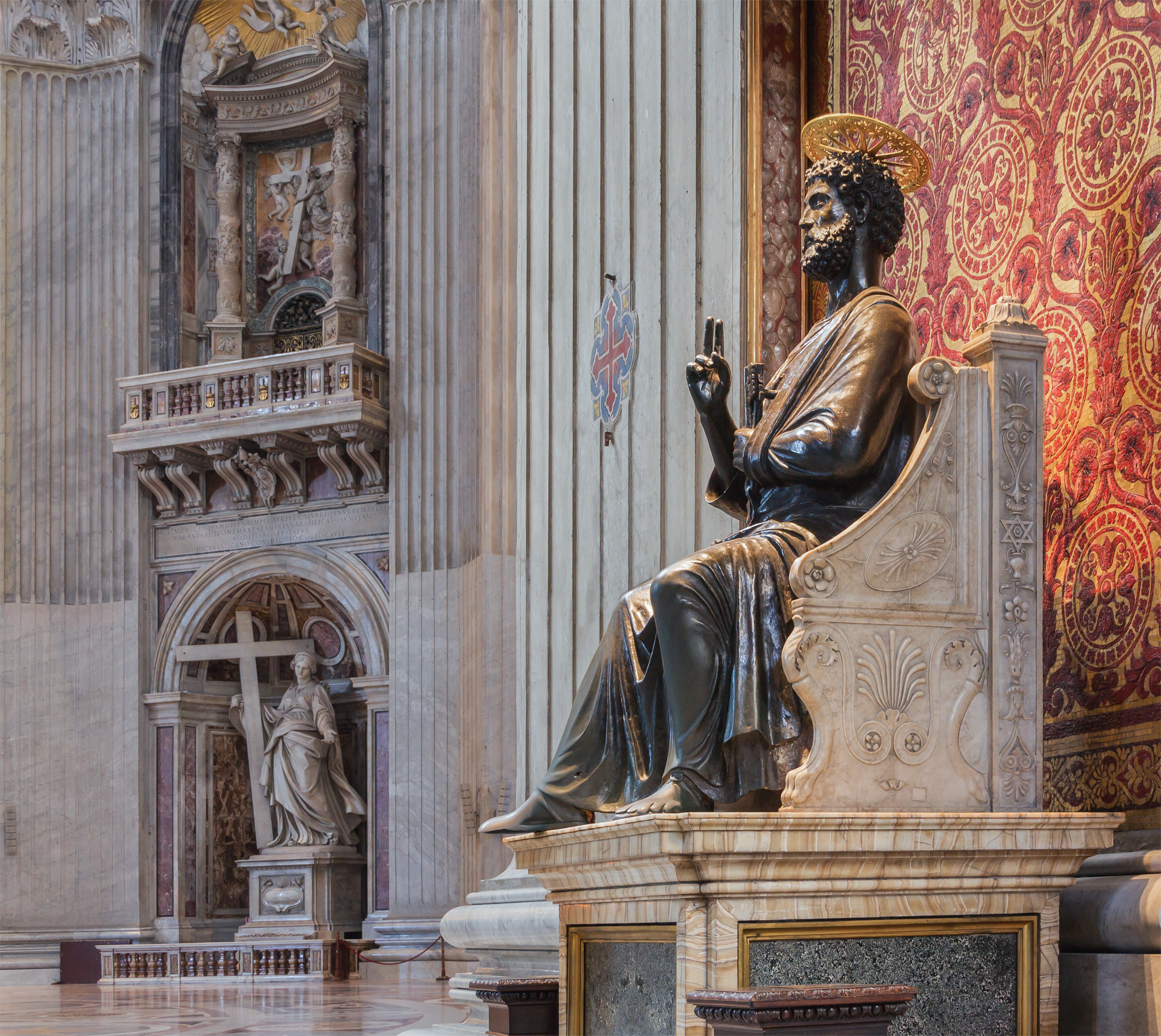
Seitenansicht des Petrus auf seinem antikischen Thron

## Aufstellungsort und Darstellung
Die Figur befindet sich an der dem Mittelschiff auf der rechten Seite des Petersdoms zugewandten Seite am nordöstlichen Vierungspfeiler. Dort war sie nicht immer, erst 1605 wurde sie dort aufgestellt. Papst Paul V. ließ die Figur im selben Jahr auch erstmals auf einen Marmorsockel stellen, der später, im 18. Jahrhundert, auch nach Entwürfen von Luigi Vanvitelli, letztlich ausgeführt aber von Carlo Marchionni 1757, nochmals verändert wurde. Auch der Marmorthron, auf dem der Heilige heute sitzt, stammt aus dieser Zeit.

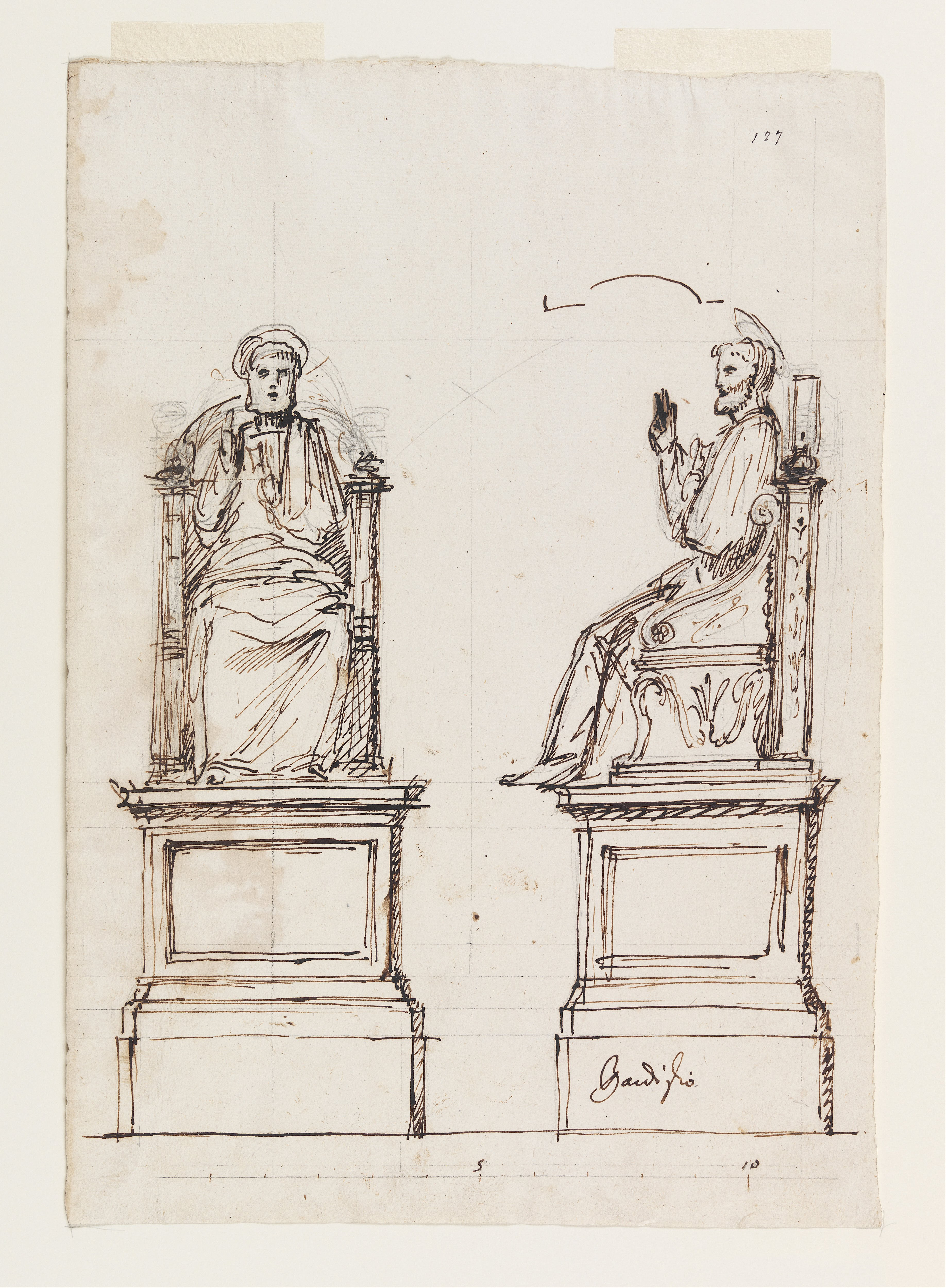
Eine Entwurfszeichnung von Luigi Vanvitelli für Sockel und Thron, 1754

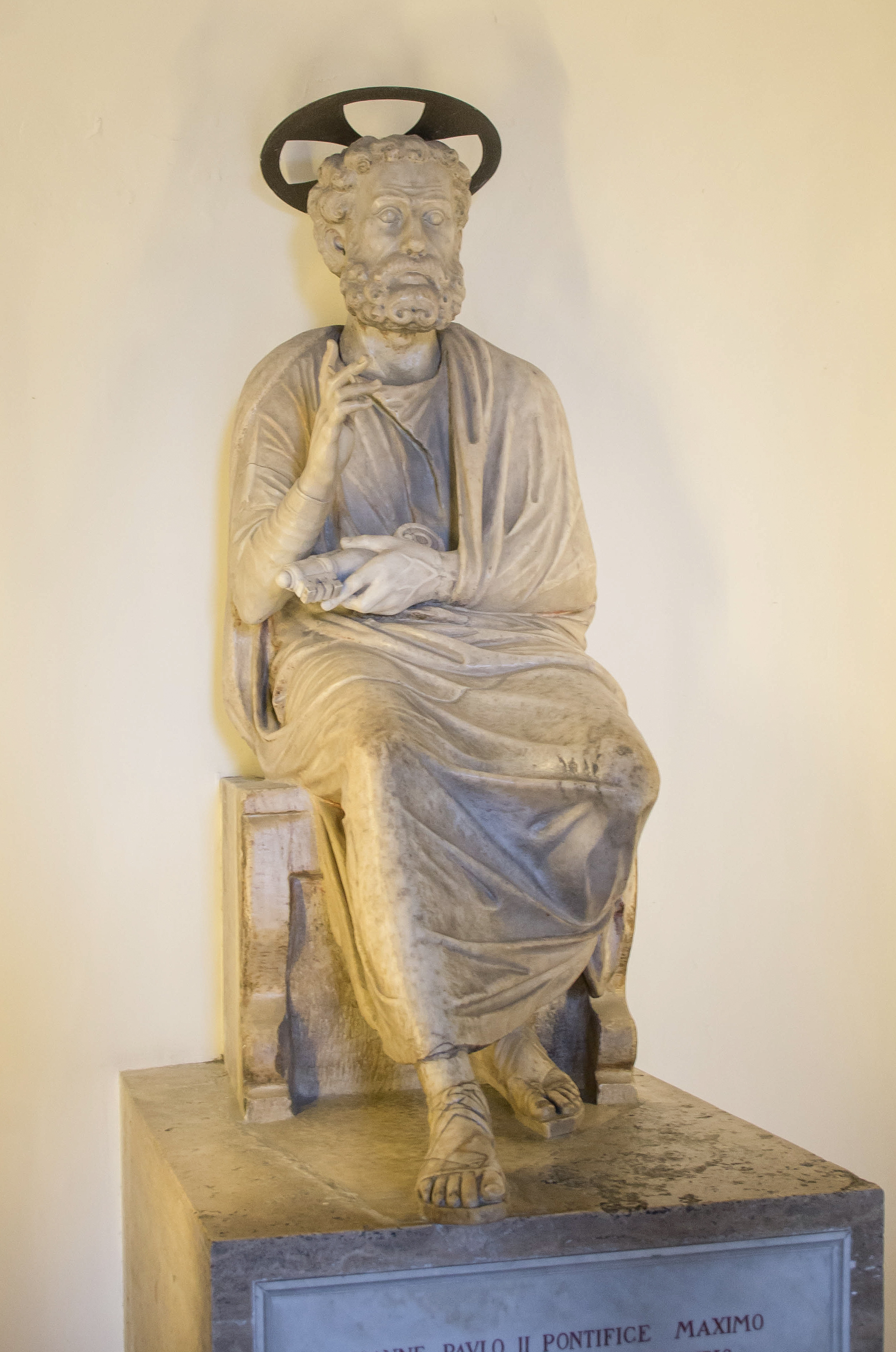
Die antike Figur St. Peters in den Vatikanischen Grotten

Der hl. Petrus ist in sitzender Position dargestellt, er ist bekleidet mit einer Tunika sowie darüber mit einem antiken Mantel und Sandalen, aber nicht mit einer Toga. Petrus erteilt mit der rechten Hand ein Segenszeichen und hält die Himmelsschlüssel mit der linken Hand aufrecht vor seine Körpermitte. Sein rechtes Bein ist leicht nach vorne gestreckt, während er sich mit dem linken, fest auf dem Boden stehenden, gleich aufrichten könnte. Sein fester, geradeaus gerichteter Blick, zusammen mit der starken Betonung seiner Körperachse, die Himmel und Erde zu verbinden mag, illustrieren den Charakter Petrus als starken und (in seinem Glauben) unverrückbaren "Fels", wie ihn die zentrale Stelle bei Matthäus, Kap. 16, Verse 18–19, in den Worten Gottes beschreibt: Ich aber sage dir: Du bist Petrus und auf diesen Felsen werde ich meine Kirche bauen und die Mächte der Unterwelt werden sie nicht überwältigen. Ich werde dir die Schlüssel des Himmelreichs geben; was du auf Erden binden wirst, das wird auch im Himmel gebunden sein, und was du auf Erden lösen wirst, das wird auch im Himmel gelöst sein.
Von besonderer Bedeutung, auch für die Zuschreibung an Arnolfo di Cambio, ist die Ausformung des Kopfes und des Gesichtes Petri. Das Haupthaar und die Barthaare sind schneckenförmig eingedreht dargestellt. Die Augen und die Ohren sind deutlich akzentuiert. Ein mögliches Vorbild für diese antikisierende Darstellung könnte eine antike Skulptur aus Marmor sein, die etwa im 3. Jahrhundert geschaffen wurde. Sie stellt einen Rhetor oder Philosophen dar und wurde erst später zu einer Petrusdarstellung umgearbeitet, möglicherweise auch von Arnolfo di Cambio selbst. Diese Skulptur befindet sich heute im Mittelgang der Grotte Vecchie in den Vatikanischen Grotten unterhalb des Petersdoms.
Die Bronze für die Statue soll, der Legende nach, vom Kapitolinischen Jupiter, also der Figur des Jupiter des Kapitolinischen Tempels umgegossen worden sein. Neuere Materialuntersuchungen schließen das aus.
Besondere Verehrung genießt die Figur, weil die Berührung des rechten Fußes Glück bringen soll. Dementsprechend haben über Jahrhunderte Pilger den Fuß soweit verkleinert, dass er fast unkenntlich geworden ist. Über diese Sitte berichtet bereits ein überlieferter Bericht aus dem Jahr 1450 von Maffeo Vegio, der auch bezeugt, dass die Figur des Petrus nach der Confessio des Petersdomes schon damals die meistbesuchte war.
An hohen kirchlichen Festen wird die Statue in päpstliche Gewänder gehüllt und mit einer Tiara bekrönt.

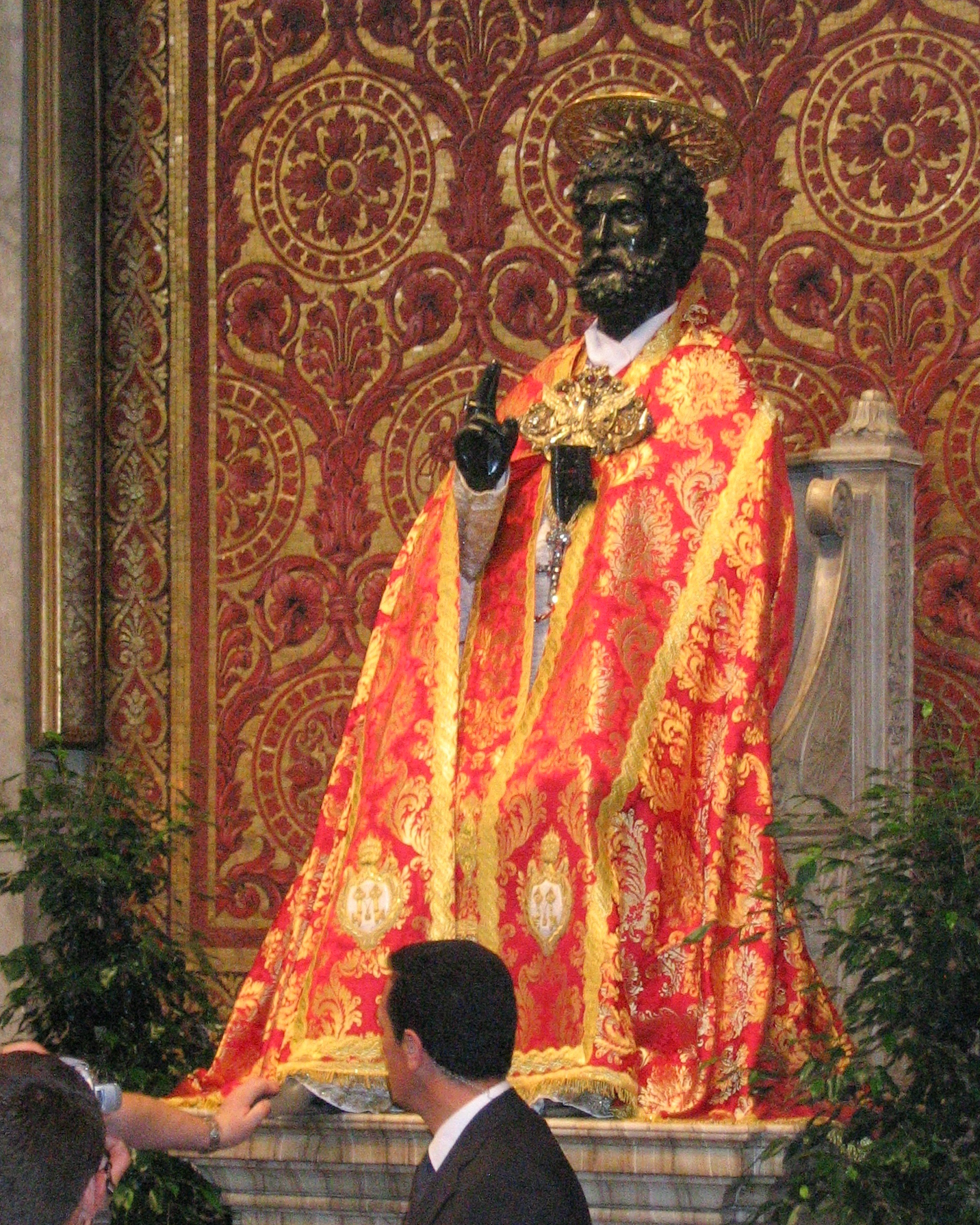
Die festlich gekleidete Statue des St. Peter

## Pfeilerwand und Begleitwerk
Die Pfeilerwand hinter der Figur wurde von Virginio Vespignani 1871 mit einem Mosaik verkleidet, das sich in der Ornamentik an Wandbehang aus Brokatstoff orientiert und fast illusionistisch nachbildet. Über dem Baldachin, ebenso in diesem Jahr entstanden, erinnert eine Gedenkinschrift unter einem von Putten gehaltenen Medaillon an Papst Pius IX. Er hatte das längste nachgewiesene Pontifikat der Kirchengeschichte und wollte 1871 daran erinnern, dass er mit der bisherigen Dauer seines Pontifikats die von Petrus angenommene Zeit als Kirchenoberhaupt erreicht hatte.

## Vorherige Datierungen und Zuschreibung

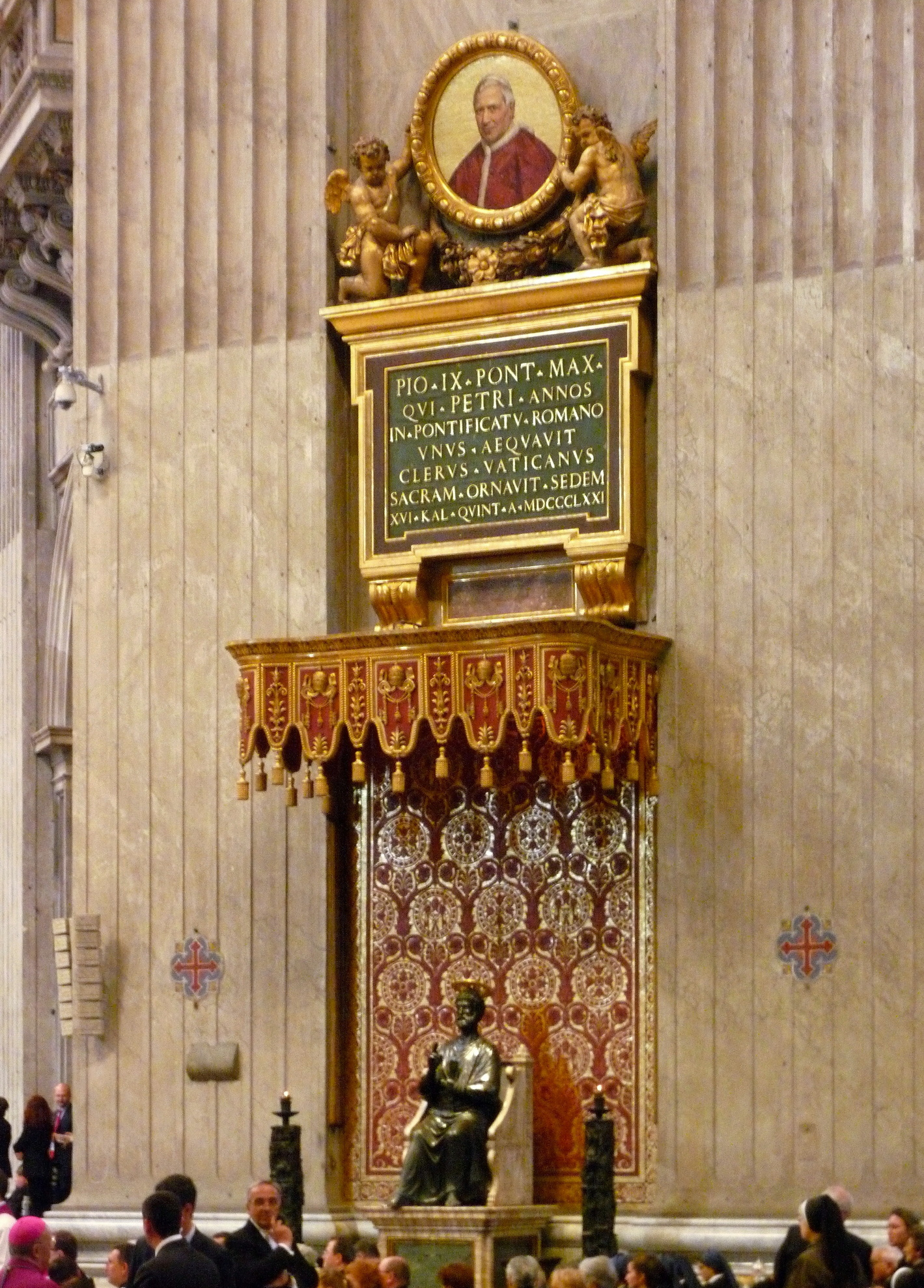
Die Figur im Zusammenhang mit dem Schmuck der Pfeilerwand, dem Baldachin, der Inschrift und des Medaillons Pius’ IX.

Die ältere Literatur, vor allem des 18. Jahrhunderts, vermeinte in der Figur ein Werk der Spätantike zu erkennen, etwa aus dem 4. oder 5. Jahrhundert. Dieser Ansatz bezog sich vor allem auf die antikisierende Darstellung und die Ikonographie des Werkes, aber auch auf Dokumente, deren Inhalt sich inzwischen als nicht richtig herausgestellt hat.
Der neuere, seit der Mitte des 19. Jahrhunderts vertretene Ansatz geht von Vergleichen anderer Werke Arnolfo di Cambios aus. Von ihm war immer bekannt, dass seine Kunstwerke sowohl von der aufkommenden Gotik als auch nachhaltig von der Antike beeinflusst waren. Zum Vergleich wurden drei sicher von Arnolfo di Cambio stammende Werke herangezogen, an denen sich zeigen ließ, dass die stilistischen Übereinstimmungen, insbesondere die auffällige und ungewöhnliche Gestaltung der Haupt- und Barthaare, so gut wie keinen Zweifel an seiner Urheberschaft ließen.
Moderne Thermolumineszenzdatierungen an der Bronze haben ergeben, dass sie um 1300 verarbeitet wurde. Ein weiterer Einwand gegen Arnolfos Urheberschaft konnte durch eine andere Erklärung widerlegt werden: Die Bronzen von Arnolfo di Cambio haben normalerweise eine leicht gerauhte Oberflächenbeschaffenheit, die eine Art „vibrierenden Effekt“ entstehen ließen. Bei der Figur des hl. Petrus fehlt dieser Oberflächeneffekt. Das hat seinen Grund darin, dass die Figur im 15. Jahrhundert von vorher angebrachten Farbschichten gereinigt und dabei auch geglättet wurde. Es bestehen somit keine Zweifel mehr an der Zuschreibung an Arnolfo di Cambio.